# Třebeň (železniční zastávka)
Třebeň je železniční zastávka, která se nachází severovýchodně od vesnice Třebeň v okrese Cheb. Zastávka leží v km 2,154 jednokolejné trati Tršnice – Luby u Chebu mezi stanicí Tršnice a dopravnou Skalná.

## Historie
Trať, která prochází zastávkou byla dána do provozu 30. června 1900, ale zastávka byla zřízena až po zestátnění trati, ke kterému došlo k 1. lednu 1925.
V letech 1939–1945 se používalo německé pojmenování Trebendorf, pak už byl název zastávky Třebeň.

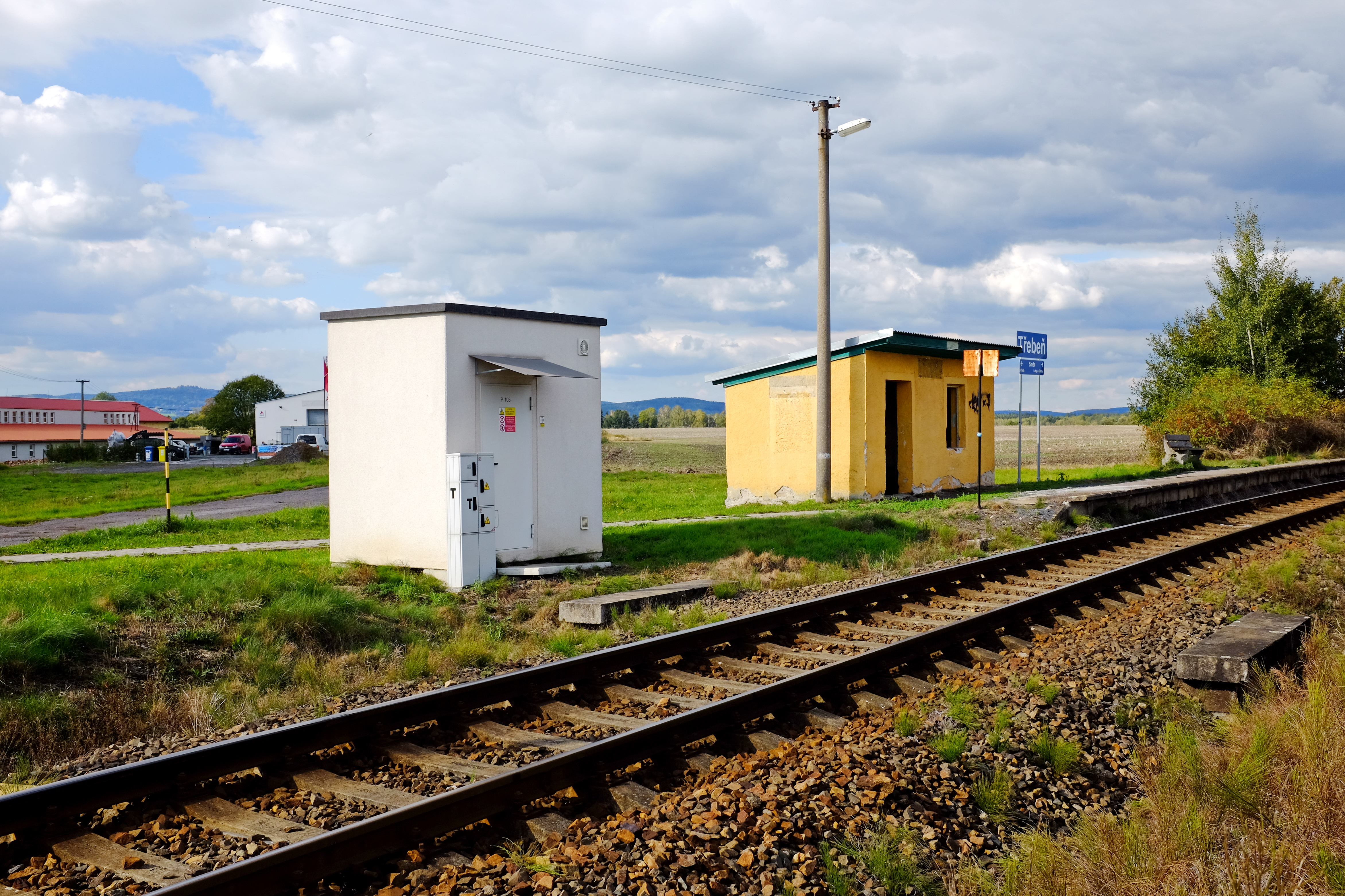
Celkový pohled na zastávku, vlevo reléový domek přejezdového zabezpečovacího zařízení

## Popis zastávky
V zastávce je u traťové koleje vybudováno z desek SUDOP vnější jednostranné nástupiště o délce 50 m, nástupní hrana je ve výšce 300 mm nad temenem kolejnice. Přístup na nástupiště je z veřejné komunikace.
U zastávky se v km 2,111 nachází přejezd P103, který je vybaven světelným přejezdovým zabezpečovacím zařízením bez závor. Na tomto přejezdu trať kříží silnice III/21231, která spojuje Třebeň se Dvorkem.